# Sankt Paul im Lavanttal
Sankt Paul im Lavanttal, St. Paul im Lavanttal – gmina targowa w Austrii, w kraju związkowym Karyntia, w powiecie Wolfsberg. Liczy 3385 mieszkańców (1 stycznia 2015).

## Współpraca
Miejscowość partnerska:
- St. Blasien, Niemcy